# Ештон (Айдахо)
Ештон (англ. Ashton) — місто в окрузі Фремонт, штат Айдахо, США. Згідно з переписом 2010 року населення становило 1127 осіб, що на 2 особи менше, ніж 2000 року.

## Географія
Ештон розташований за координатами 44°4′24″ пн. ш. 111°26′55″ зх. д. / 44.07333° пн. ш. 111.44861° зх. д. (44.073389, -111.448524).  За даними Бюро перепису населення США в 2010 році місто мало площу 1,71 км², уся площа — суходіл.

### Клімат
| Клімат : Ештон        | Клімат : Ештон | Клімат : Ештон | Клімат : Ештон | Клімат : Ештон | Клімат : Ештон | Клімат : Ештон | Клімат : Ештон | Клімат : Ештон | Клімат : Ештон | Клімат : Ештон | Клімат : Ештон | Клімат : Ештон | Клімат : Ештон |
| Показник              | Січ.           | Лют.           | Бер.           | Квіт.          | Трав.          | Черв.          | Лип.           | Серп.          | Вер.           | Жовт.          | Лист.          | Груд.          | Рік            |
| Середній максимум, °C | −1,4           | 1,3            | 5,5            | 11,8           | 18,0           | 23,1           | 27,6           | 27,8           | 22,7           | 15,9           | 5,4            | −0,6           | 13,1           |
| Середній мінімум, °C  | −13,1          | −10,3          | −6,1           | −1,5           | 2,7            | 5,7            | 7,9            | 6,8            | 2,5            | −2,1           | −7,3           | −12,8          | −2,3           |
| Норма опадів, мм      | 57             | 42             | 41             | 37             | 60             | 42             | 28             | 27             | 30             | 36             | 52             | 57             | 510            |
| --------------------- | -------------- | -------------- | -------------- | -------------- | -------------- | -------------- | -------------- | -------------- | -------------- | -------------- | -------------- | -------------- | -------------- |

## Демографія

### Перепис 2010 року
За даними перепису 2010 року, у місті проживало 1 127 осіб у 397 домогосподарствах у складі 286 родин. Густота населення становила 659,3 ос./км². Було 451 помешкання, середня густота яких становила 263,8/км². Расовий склад міста: 85,0 % білих, 0,1 % афроамериканців, 0,4 % індіанців, 0,3 % тихоокеанських остров'ян, 12,2 % інших рас, а також 2,1 % людей, які зараховують себе до двох або більше рас. Іспанці та латиноамериканці незалежно від раси становили 17,6 % населення.
Із 397 домогосподарств 39,3 % мали дітей віком до 18 років, які жили з батьками; 57,9 % були подружжями, які жили разом; 8,6 % мали господиню без чоловіка; 5,5 % мали господаря без дружини і 28,0 % не були родинами. 24,9 % домогосподарств складалися з однієї особи, у тому числі 12,8 % віком 65 і більше років. У середньому на домогосподарство припадало 2,77 мешканця, а середній розмір родини становив 3,34 особи.
Середній вік жителів міста становив 33,4 року. Із них 32,4 % були віком до 18 років; 7 % — від 18 до 24; 23,5 % від 25 до 44; 21,1 % від 45 до 64 і 16 % — 65 років або старші. Статевий склад населення: 49,1 % — чоловіки і 50,9 % — жінки.
Середній дохід на одне домашнє господарство  становив 53 487 доларів США (медіана — 39 688), а середній дохід на одну сім'ю — 64 494 долари (медіана — 50 179). Медіана доходів становила 32 321 долар для чоловіків та 16 406 доларів для жінок. За межею бідності перебувало 20,8 % осіб, у тому числі 36,9 % дітей у віці до 18 років та 3,6 % осіб у віці 65 років та старших.
Цивільне працевлаштоване населення становило 409 осіб. Основні галузі зайнятості: освіта, охорона здоров'я та соціальна допомога — 18,6 %, сільське господарство, лісництво, риболовля — 16,4 %, мистецтво, розваги та відпочинок — 13,0 %, будівництво — 9,8 %.

### Перепис 2000 року
За даними перепису 2000 року, у місті проживало 1 129 осіб у 395 домогосподарствах у складі 285 родин. Густота населення становила 792,6 ос./км². Було 466 помешкання, середня густота яких становила 327,1/км². Расовий склад міста: 86,71 % білих, 0,44 % афроамериканців, 0,53 % індіанців, 0,09 % азіатів, 11,43 % інших рас і 0,80 % людей, які зараховують себе до двох або більше рас. Іспанці та латиноамериканці незалежно від раси становили 13,91 % населення.
Із 395 домогосподарств 38,0 % мали дітей віком до 18 років, які жили з батьками; 60,3 % були подружжями, які жили разом; 7,8 % мали господиню без чоловіка, і 27,6 % не були родинами. 26,3 % домогосподарств складалися з однієї особи, у тому числі 15,9 % віком 65 і більше років. У середньому на домогосподарство припадало 2,79 мешканця, а середній розмір родини становив 3,43 особи.
Віковий склад населення: 33,0 % віком до 18 років, 7,5 % від 18 до 24, 24,5 % від 25 до 44, 17,4 % від 45 до 64 і 17,4 % від 65 років і старші. Середній вік жителів — 33 роки. Статевий склад населення: 48,0 % — чоловіки і 52,0 % — жінки.
Середній дохід домогосподарств у місті становив $30 282, родин — $35 515. Середній дохід чоловіків становив $27 273 проти $22 000 у жінок. Дохід на душу населення в місті був $13 731. Приблизно 13,7 % родин і 19,7 % населення перебували за межею бідності, включаючи 28,2 % віком до 18 років і 12,8 % від 65 і старших.